# Uli Jon Roth
Uli Jon Roth (Düsseldorf, 18 de diciembre de 1954) es un músico, compositor y productor discográfico alemán, conocido mayormente por haber sido guitarrista solista de la banda de hard rock y heavy metal Scorpions, entre 1973 a 1978, y por haber liderado su propia banda Electric Sun desde 1978 a 1985.
Inculcado por su padre para amar y respetar las diferentes artes visuales, Roth descubrió su pasión por la guitarra eléctrica a los 13 años de edad y en 1968 dio su primer concierto con la banda Blue Infinity. A principios de los años 1970, junto con algunos amigos en Hannover fundó Dawn Road, que más tarde con la integración de Rudolf Schenker y Klaus Meine pasó a ser una nueva versión de Scorpions. Con la banda alemana alcanzó el éxito en Europa y Japón, debido a su peculiar manera de tocar la guitarra y por sus composiciones ligadas al rock psicodélico y al movimiento hippie. En 1978, tras participar en cuatro álbumes de estudio y uno en vivo, decidió renunciar a Scorpions para iniciar su carrera solista. Finalmente en el mismo año fundó el power trio Electric Sun, con la que publicó tres álbumes de estudio hasta que en 1985 optó por separarla debido a su inconformidad con la industria musical por aquellos años.
Desde mediados de los años 1980 comenzó a componer distintas piezas musicales ligadas a la música clásica, con el objetivo de mezclarlas con su guitarra eléctrica. En 1996 publicó su primer disco como solista y hasta el 2008 lanzó al mercado varias producciones que mezclaba la música clásica, el rock progresivo y el rock sinfónico. A partir de la segunda mitad de los años 2000 retornó en gran medida al rock, con varias giras por distintas partes del mundo y con participaciones con diferentes artistas de rock y metal.
Uli Jon Roth es conocido como uno de los principales contribuyentes en el desarrollo del metal neoclásico y una influencia directa de diversos guitarristas. Además, es creador de la Sky Guitar una serie de guitarras ideadas por él y que se componen por una cantidad mayor de trastes y por poseer hasta siete cuerdas. Por su parte, en 2006 fundó el seminario de conciertos Sky Academy con la cual se ha presentado en distintas partes del mundo y que ha contado con la participación de varios músicos y maestros como conferencistas. Por otro lado, es el hermano mayor del también guitarrista Zeno Roth y fue la pareja de la artista alemana Monika Dannemann, conocida como la exnovia y la última persona que vio con vida a Jimi Hendrix, la principal influencia de Roth.

## Biografía

### Primeros pasos en la música
Ulrich Roth nació en 1954 en Düsseldorf, en la aquel entonces Alemania Occidental. Desde pequeño su padre y periodista Carl-Joseph Roth le inculcó el amor y respeto por las artes visuales, entre ellas la pintura y la fotografía, y además le enseñó a escribir poesía, cuentos y novelas. En 1968 descubrió su pasión por la guitarra eléctrica y más tarde en ese mismo año dio su primer concierto con la banda Blue Infinity, con tan solo 13 años de edad. Influenciado por The Beatles, Cream y Jimi Hendrix, en los siguientes años tocó con varias bandas de Hannover, al mismo tiempo que estudiaba la guitarra clásica y el piano. Por aquellos años de estudio también adquirió influencias de los guitarristas clásicos Andrés Segovia y Julian Bream, del guitarrista de flamenco Manitas de Plata y del violinista estadounidense Yehudi Menuhin.

### Etapa con Scorpions

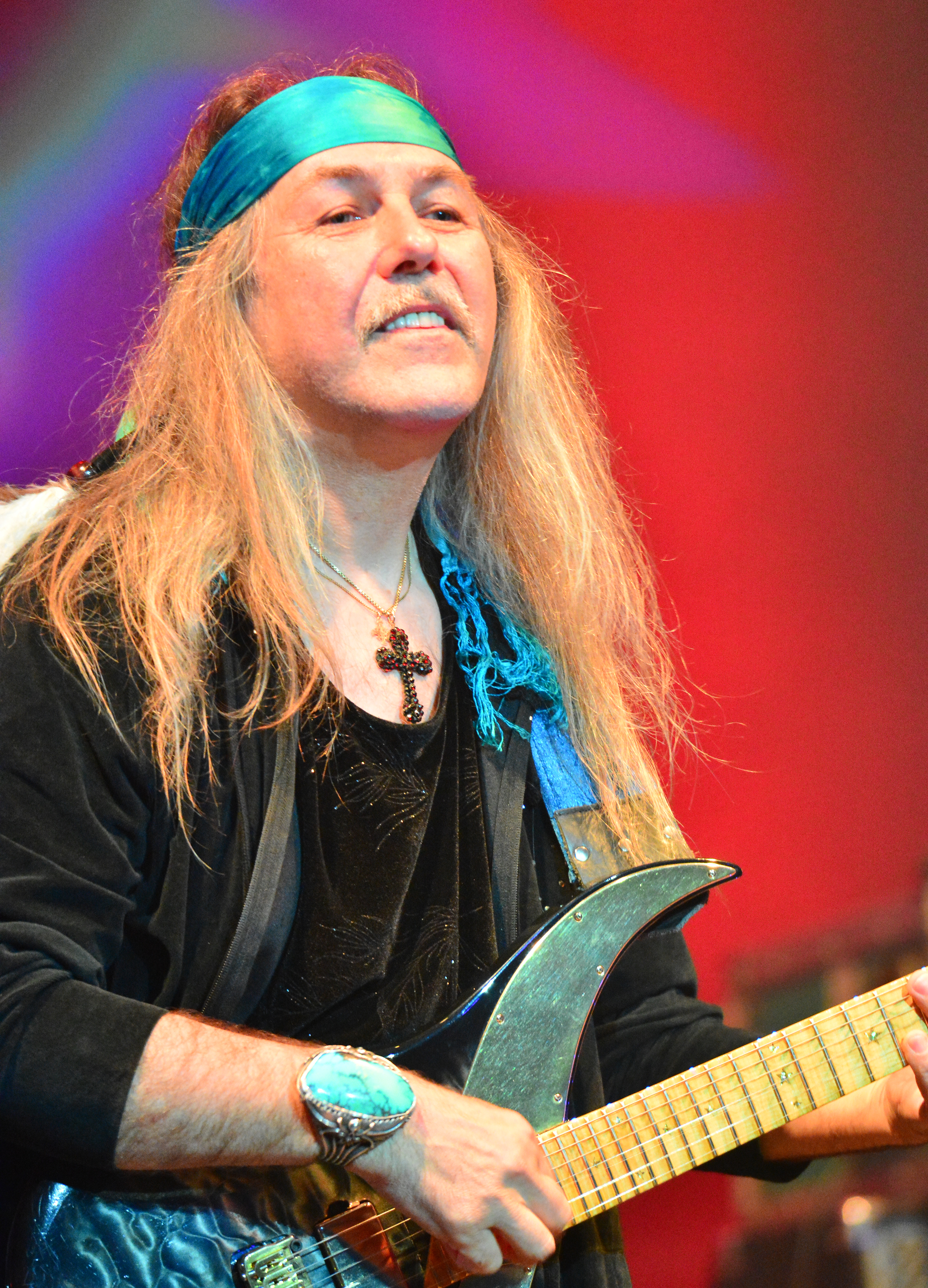
Uli Jon Roth en vivo en el festival Wacken Open Air

A principios de los años 1970 Roth fundó en Hannover el grupo Dawn Road junto con Francis Buchholz en el bajo, Jürgen Rosenthal en la batería y Achim Kirschnning en los teclados. El 29 de junio de 1973 se unió temporalmente a Scorpions para el concierto en Vechta —en el marco de la gira promocional de Lonesome Crow— para reemplazar al guitarrista Michael Schenker, que había aceptado unirse a UFO. Tras ello, Rudolf Schenker lo invitó a unirse a la agrupación como miembro permanente, pero Uli rechazó la propuesta para continuar en Dawn Road. Entusiasmado con trabajar con él pero sin ánimo de revivir a Scorpions, Rudolf se unió a los ensayos de la banda y por solicitud del propio Uli lo convenció de incluir a Klaus Meine como vocalista. Él accedió y así se completó esta nueva formación, que a pesar de haber más miembros de Dawn Road que de Scorpions, decidieron seguir usando el nombre de este último ya que era conocido en la escena musical alemana. El primer concierto de esta nueva alineación se dio el 18 de agosto de 1973 en Lindau.
Durante los cinco años que estuvo en la agrupación alemana, además de ser el guitarrista líder, Roth se convirtió en el tercer compositor detrás de la dupla Schenker/Meine. Su primera composición individual fue el tema «Drifting Sun» del álbum Fly to the Rainbow (1974), en donde además fungió como el cantante principal. En las posteriores producciones siguió escribiendo varios temas ligados al hard rock y con claras influencias del rock psicodélico; con letras más espirituales y metafóricas. Por otra parte, su peculiar manera de tocar, destacando su uso limpio del tremolo, marcó el sonido de la primera etapa de Scorpions. En resumen, Roth participó en cuatro álbumes de estudio: Fly to the Rainbow (1974), In Trance (1975), Virgin Killer (1976), Taken by Force (1977) y en el disco en vivo Tokyo Tapes (1978). En posteriores entrevistas ha reconocido que sus álbumes favoritos con Scorpions son In Trance y Virgin Killer.
En diversas entrevistas Roth ha mencionado que su salida del grupo alemán comenzó a gestarse antes del lanzamiento del disco Taken by Force de 1977. Las diferencias musicales entre él y el resto de la banda lo mantuvo alejado del proceso creativo de las canciones de dicha producción, incluso en una entrevista aseguró que en ese período estaba más enfocado en crear las futuras canciones de su posterior banda en solitario, que trabajar con Scorpions. Posteriormente, reconoció que siguió con la banda por un año más debido a la posibilidad de tocar por primera vez en los Estados Unidos. Sin embargo, sus ansías de iniciar una carrera solista lo llevó a tomar la decisión de renunciar después de algunas presentaciones en Japón (abril de 1978), que dio por terminado la idea de girar por el país norteamericano.

### Electric Sun
Tras su renuncia a Scorpions, en 1978 fundó su propia agrupación Electric Sun, formada como un power trio junto con el bajista Ule Ritgen y el baterista Clive Edwards. Su álbum debut Earthquake se puso a la venta en 1979, cuyo sonido estaba muy ligado con sus composiciones realizadas con Scorpions, pero con toques de metal neoclásico e influencias de artistas como Jimmi Hendrix y Cream. Con la banda se mantuvo vigente de manera ininterrumpida hasta mediados de 1981, ya que luego de la gira promocional de Fire Wind optó por alejarse de la música para enfocarse en el estudio de la metafísica de la música y la filosofía. Dos años después volvió a los escenarios con nuevos músicos y comenzó a grabar una nueva producción llamada Beyond the Astral Skies, que se puso a la venta en 1985. Gracias a su respectiva gira promocional tocó por primera vez en los Estados Unidos, pero debido a los pésimos manejos financieros y a su desinterés en seguir en una industria que no le agradaba lo llevó a separar la banda a mediados de 1985.

### Carrera solista

#### Proyectos sinfónicos y trabajos de música clásica

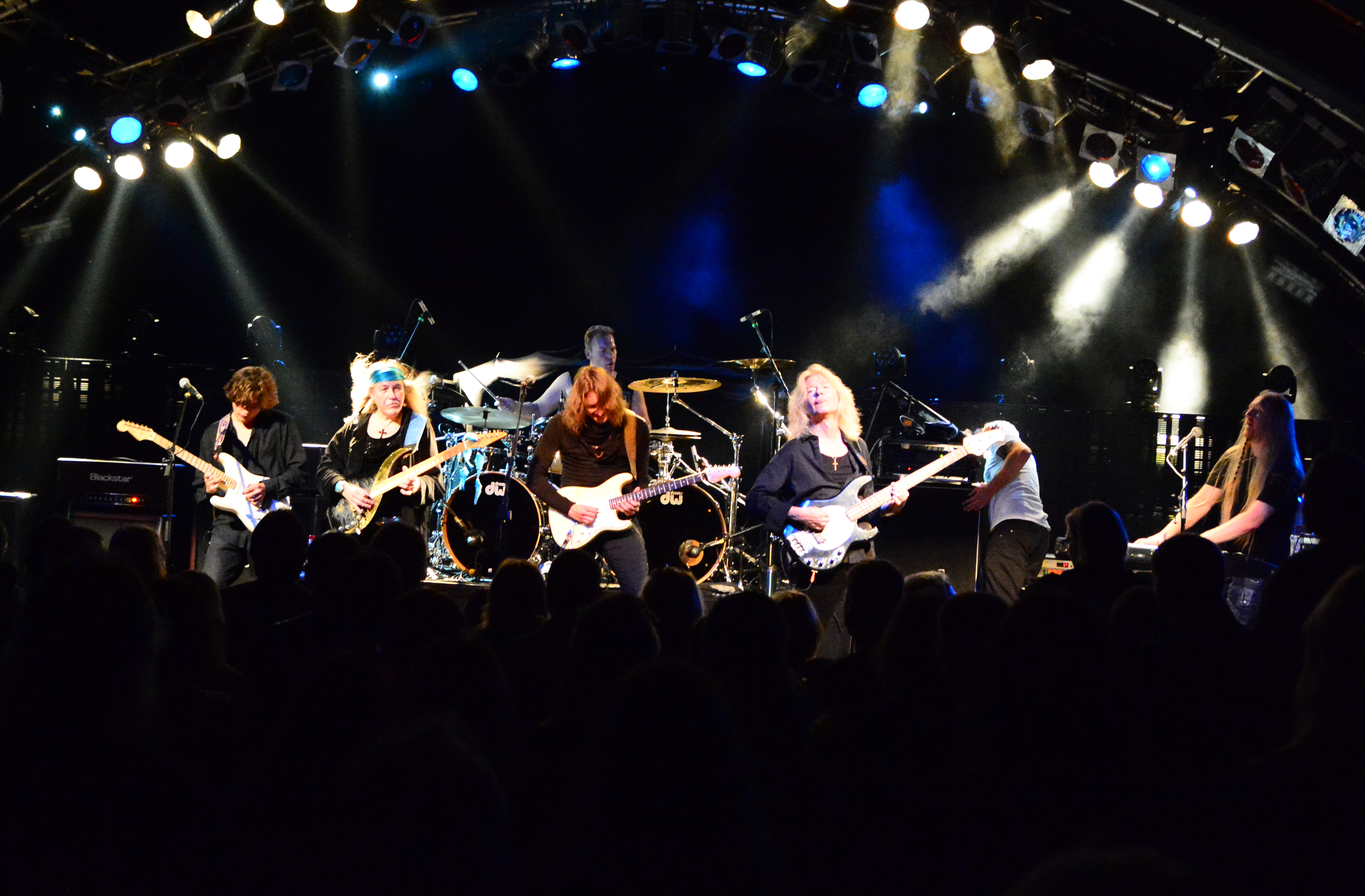
Uli Jon Roth en vivo con su banda en un festival de Hamburgo de 2015

Luego de separar su primera banda y desilusionado de la corriente principal, optó por alejarse de la música por algunos años; tiempo que aprovechó para escribir otros tipos de música, experimentado por primera vez con una libertad creativa fuera de una banda establecida. De acuerdo con el propio Roth, dicha etapa fue una de las fases artísticas más importantes de su vida. Sus composiciones estaban enfocadas en fusionarlas con la música clásica, basadas solamente en su guitarra y la instrumentación de las orquestas sinfónicas. No obstante, la pieza musical comenzada a mediados de 1987 bajo el título de Sky Concerto terminó siendo una partitura para piano que nunca se terminó de grabar y lanzar al mercado. Más tarde comenzó a escribir nuevos trabajos como Aquila Suite - 12 Arpeggio Concert Etudes for Solo Piano, un proyecto musical que consta de doce canciones orquestales escritas para piano, con un estilo similar al romanticismo y que recién se puso a la venta en 1998. Además, por aquel tiempo escribió las pistas inconclusas Soldiers of Grace y Hiroshima de Profundis. Cabe señalar que el inicio de esta última pieza fue retomada en el año 2000 y se puede escuchar en el álbum Transcendental Sky Guitar, con la voz de la cantante sueca Liz Vandall.
El 25 de abril de 1991, en el programa de televisión Rockpalast de la cadena alemana WDR, dirigió y tocó en el concierto tributo a Jimi Hendrix llamado A Different Side of Jimi Hendrix, en donde participaron músicos como Jack Bruce y Simon Phillips, entre otros. Cuatro años más tarde dicha presentación se puso a la venta exclusivamente en Japón con el título de Uli Jon Roth and Friends - The Spirit of Jimi Hendrix Live in Concert. En 1992 escribió su primera sinfonía denominada Europa Ex Favilla, que fue encargada por el Guitar Festival de Bélgica con el objetivo de celebrar la apertura de las fronteras interiores de Europa. En abril de 1993 y junto con la Orquesta Sinfónica de Bruselas y el coro de Namur, interpretó por primera vez su sinfónica en el foro de Lieja, Bélgica, la cual se transmitió por la televisión alemana. El proyecto llamado Symphonic Rock for Europe incluyó a más de 100 músicos, entre ellos el teclista Don Airey y los tenores de rock Michael Flexig (que fue cantante en el disco Beyond the Astral Skies bajo el seudónimo de Michael Flechsig), Tommy Heart (vocalista de la banda alemana Fair Warning), Peter Goalby (vocalista de Uriah Heep entre 1982 y 1986) y John Parr (cantante solista nominado al premio Grammy en 1985). El éxito que generó la presentación en vivo lo entusiasmó para escribir nuevas canciones sinfónicas y gracias a su trabajo, más de seis discográficas japonesas le ofrecieron importantes contratos, optando finalmente por Zero Corporation. A pesar de que no tuvo tiempo de componer nuevo material para un eventual álbum de estudio, Roth optó por retomar algunas de sus canciones inconclusas que había escrito en los últimos años, las que regrabó y remasterizó dando origen al álbum Sky of Avalon - Prologue to the Symphonic Legends de 1996. Su primer disco publicado como solista logró un importante éxito en Japón, en donde alcanzó el puesto dos de la lista internacional de artistas y en su primer día vendió más de 60 000 copias en ese país.
Por aquel entonces, en diciembre de 1995 para ser exacto, fue uno de los artistas que participaron de un evento de caridad televisado realizado en la ciudad alemana de Leipzig. Para dicha presentación contó con la Orquesta Sinfónica de Praga y con Klaus Meine como artista invitado, en donde tocó una de las pistas de su álbum debut, «Bridge to Heaven», una versión de «Nessun dorma» de Giacomo Puccini. En abril de 1996 y debido a la repentina muerte de su novia Monika Dannemann, canceló toda la grabación de su nuevo álbum de estudio llamado originalmente Soldiers of Grace. En cambio, compuso Requiem for An Angel en memoria de Dannemann, un trabajo de doble disco muy al estilo de su álbum debut, pero nunca fue terminado. Tras ello se mantuvo alejado de la música y recién en 1998 dio una serie de conciertos como parte de la gira europea del G3, en el que compartió escenario con Joe Satriani y Michael Schenker. Al año siguiente comenzó las grabaciones de su primer álbum en vivo que salió a la venta con el título de Transcendental Sky Guitar (2000), el que obtuvo buenas reseñas de la prensa especializada y que contó con canciones de su banda Electric Sun, su carrera como solista y algunos temas de la música clásica.
El 23 de junio de 2001 realizó un concierto especial en el Derbyshire Rock & Blues Festival de Castle Donington, Reino Unido, ya que invitó a Michael Schenker, Phil Mogg y Pete Way de UFO, al teclista Don Airey y al bajista Jack Bruce, quienes acompañados de Clive Bunker en la batería y de Barry Sparks en el bajo, tocaron una variedad de canciones principalmente de su carrera solista, temas de UFO y Cream, y algunas versiones de Bob Dylan y Jimi Hendrix. Esta presentación fue grabada y posteriormente publicada como disco compacto y DVD bajo el nombre de Legends of Rock: Live at Castle Donington en 2002 por el sello Steamhammer. En 2003 puso a la venta Metamorphosis of Vivaldi's Four Seasons, un disco que mezclaba el rock con la obra «Las cuatro estaciones» de Antonio Vivaldi, para la cual compuso una pieza de once canciones que denominó «Metamorphosis» o también conocida como la «quinta estación».

#### El regreso alrockpesado

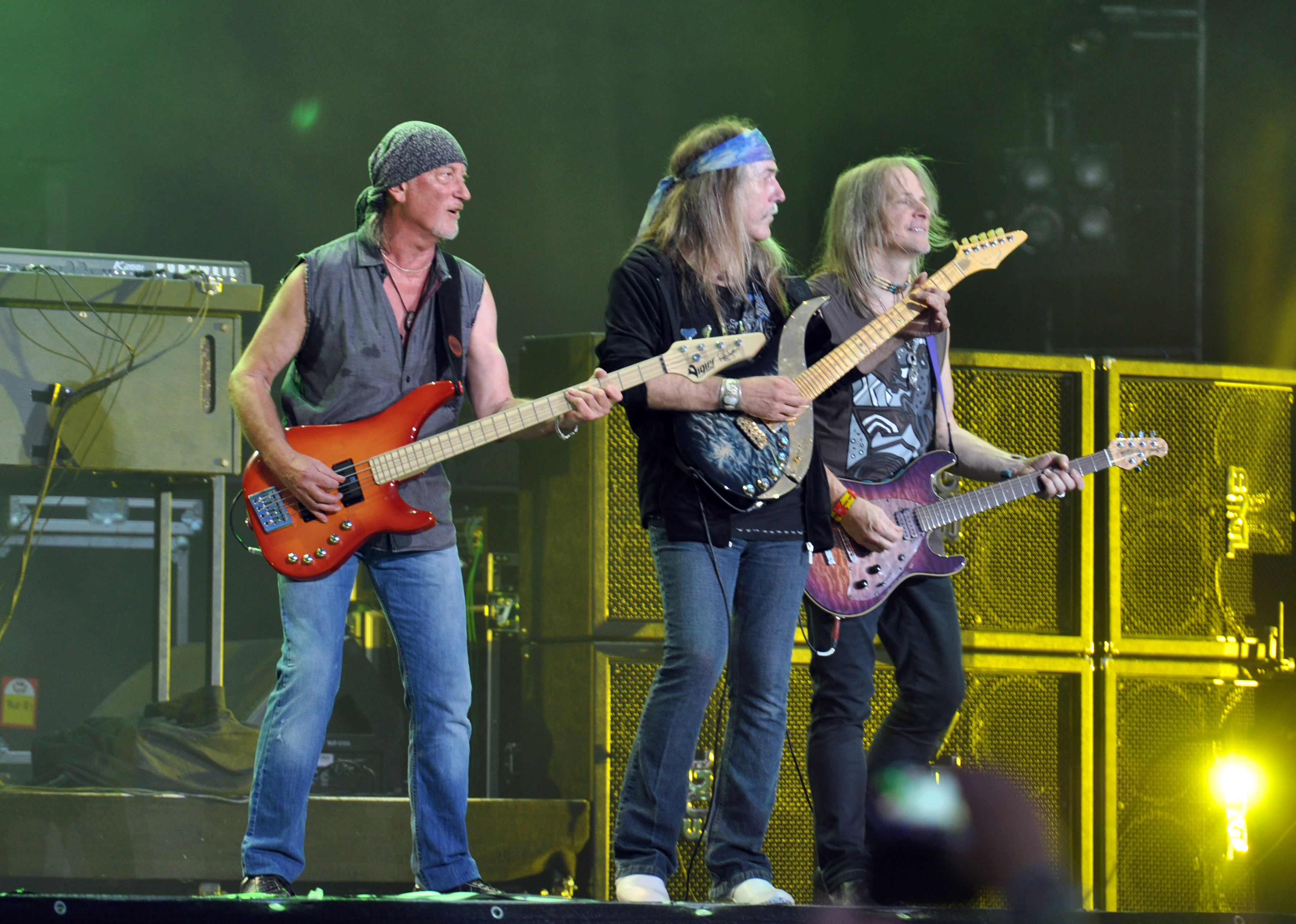
Uli Jon Roth junto a Roger Glover y Steve Morse en el Wacken Open Air de 2013, como invitado especial de Deep Purple

En 2004 colideró una gira por los Estados Unidos con Michael Schenker, en donde solo interpretó su guitarra con un tecladista como músico invitado. Por aquel mismo tiempo, dio un concierto llamado Rock meets Renaissance, para la cual invitó a las cantantes Liz Vandall y Doro Pesch, y al vocalista Victor Smolski. El 10 de septiembre de 2005 en la ciudad francesa de Colmar tocó por primera vez con Scorpions desde que se retiró en 1978, hecho que marcó posteriores presentaciones con su exbanda; primero como artista invitado en el festival Wacken Open Air de 2006 —en donde se registró el DVD Live At Wacken Open Air 2006— y luego en varias presentaciones durante 2007 en adelante. En 2008 retomó su proyecto Sky of Avalon y en el mismo año publicó el disco Under a Dark Sky, una producción ligada al rock progresivo pero con claros toques de la música clásica europea. Luego de la gira promocional del álbum, Roth se mantuvo alejado de la música por algunos meses, cuyas únicas presentaciones en público fueron como artista invitado de varias bandas durante los siguientes años como por ejemplo de Michael Schenker, Rick Wakeman, Paul Gilbert, UFO, Gus G y Avantasia.
Poco a poco su popularidad aumentó durante los últimos años a tal punto que en 2013 dio una extensa gira de 110 conciertos por varios países del mundo, incluyendo su primera visita a Sudamérica, y cuyo listado de canciones estaba enfocado en los principales temas grabado durante su etapa con Scorpions. El éxito que generó esta decisión de tocar en vivo las canciones registradas con la banda alemana, lo motivó para que en 2015 pusiera a la venta el doble disco Scorpions Revisited, que incluye diecinueve de sus temas favoritos con Scorpions, los que fueron regrabados y en algunos casos extendidos. Para promocionar el álbum, en 2015 la banda de Roth dio una serie de conciertos por los Estados Unidos, Canadá, Europa y Japón, incluso el 6 de noviembre tocó por primera vez en los Emiratos Árabes Unidos. Dentro de esta gira llamada Scorpions 40th Anniversary, el 20 de febrero de 2015 se presentó en el Nakano Sun Plaza de Tokio, mismo recinto que en 1978 se grabó el disco en vivo Tokyo Tapes, y que esta vez fue escogido para registrar el DVD y blu-ray Tokyo Tapes Revisited: Live in Japan de 2016.

## Vida privada
En la primavera boreal de 1976 conoció en Londres a la artista alemana Monika Dannemann, famosa por aquel tiempo por haber sido la última novia de Jimmi Hendrix y a su vez, la última persona que lo vio con vida. Al poco tiempo iniciaron una relación amorosa, que según el propio Roth no solo fue una novia, sino también un pilar importante en su carrera y una inspiración para su vida espiritual. Como dato, Dannemann colaboró con la letra del tema «We'll Burn the Sky» del álbum de Scorpions Taken by Force (1977), y fue la creadora y pintora de los discos de Electric Sun. El 5 de abril de 1996, Dannemann fue encontrada sin vida en un vehículo lleno de monóxido de carbono cerca de su casa en Seaford, Sussex Oriental. Su deceso se declaró como un suicidio, pero Roth ha mencionado que esa hipótesis le genera dudas puesto que después de la muerte de Hendrix, ella constantemente recibía amenazas de muerte. Por otro lado, desde hace varios años reside en el Reino Unido, cuya casa está en el condado de Powys, Gales, muy cerca del límite con el condado inglés de Shropshire. Además, desde su etapa con Scorpions comenzó a tener una vida vegetariana.

### Guitarras Sky

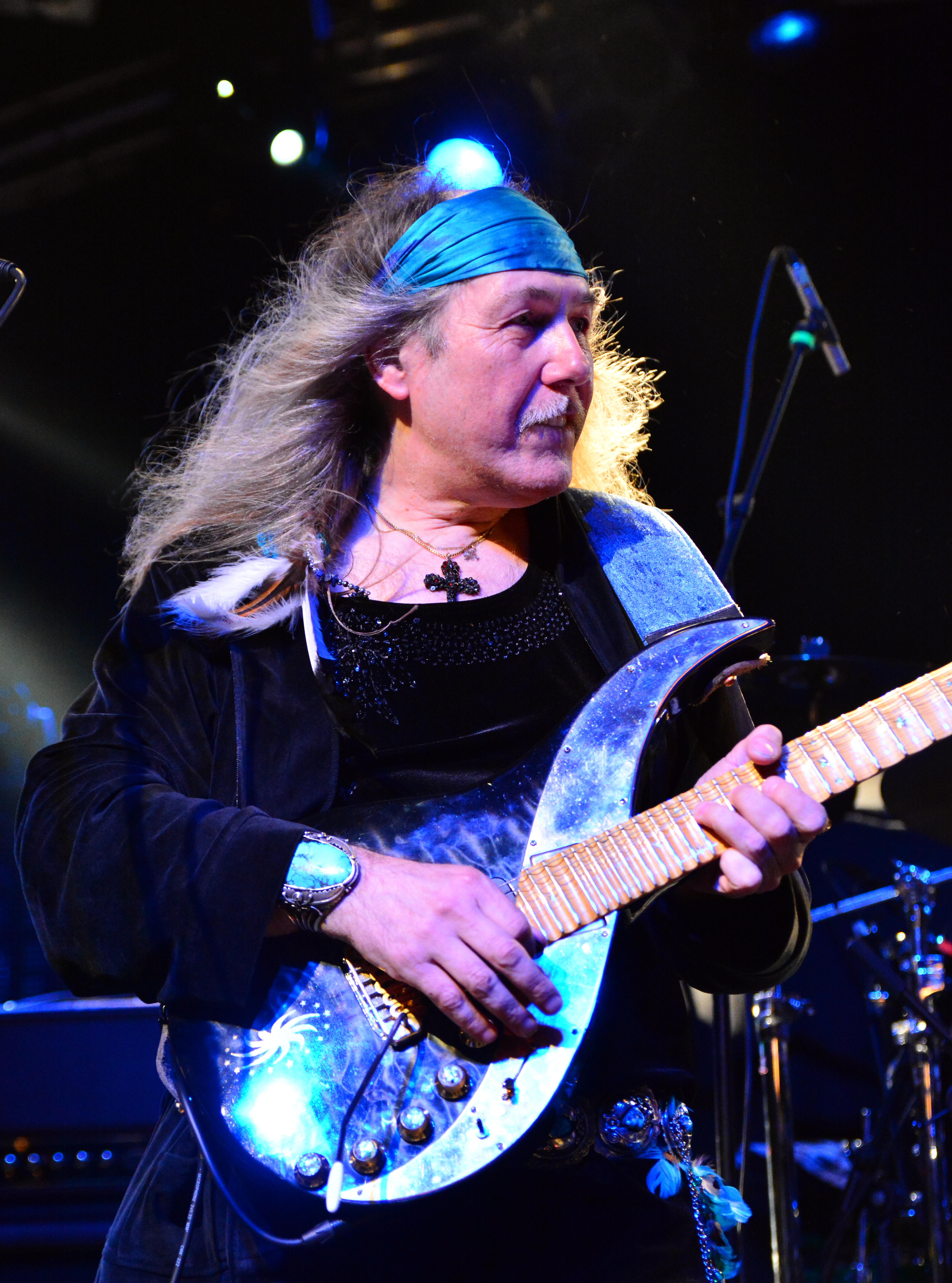
Uli Jon Roth en 2015, tocando su octava guitarra Sky, la Lionheart

A principios de los años 1980 ideó el concepto de una nueva guitarra, cuya característica principal era incluir un número mayor de trastes con el objetivo de lograr notas más altas, similares a las alcanzadas por el violín. Esta atribución permitió a la guitarra Sky —en inglés Sky Guitar— alcanzar las seis octavas, en comparación a las tres y media de una guitarra eléctrica estándar. La Sky Guitar se convirtió en la primera en superar el número normal de trastes y más tarde se posicionó como una de las primeras guitarras eléctricas, si no la primera, en poseer siete cuerdas. Debido a ello, el propio Roth ha mencionado que su creación es tan diferente a una guitarra estándar, al igual que la viola lo es para los violines. Por su parte, su diseño es único y las dimensiones específicas de cada una de sus partes son desconocidas, incluso Roth ha indicado que distintas fábricas han tratado de imitar ilegalmente su diseño, pero que nunca lograrán una verdadera debido a las exigencias de confidencialidad de sus fabricantes exclusivos. Otro de los aspectos únicos de sus guitarras es que están equipadas con un sistema de ajuste llamado Tronical, que creó su amigo Chris Adams. En 2001 en una entrevista a la revista Guitar Player, Roth comentó que poseía cinco de estas guitarras, tres de seis cuerdas y dos de siete, siendo estas últimas las únicas en alcanzar las cinco y media, y seis escalas. Todas las Sky Guitar no tienen trastes por encima del 30.º, o bien, tienen un espaciado escalonado por encima del traste 27.º, con 35 trastes efectivos en total. Por su parte, las pastillas están personalizadas con humbuckers de bobina hechos por John Oram, con una pastilla Oram escondida bajo el traste 24.º.
La primera guitarra se confeccionó en la primavera boreal de 1983 en Brighton por el luthier Andreas Demetriou, la cual incluía 36 trastes. Actualmente la Dolphin Sky, denominada así por su color azul con negro en espiral, está en exhibición en el Museo Rock & Pop de Gronau en Alemania. En 1985 se construyó su segunda guitarra para la gira promocional del álbum Beyond the Astral Skies; la Purple Sky era muy similar a la anterior pero poseía un color púrpura con negro en espiral. Actualmente está en manos del guitarrista alemán Helge Engelke de la banda Fair Warning. En 1987 comenzó la creación de su tercera guitarra y que se caracterizó por ser la primera en ser equipada con el sistema de pastillas Mega Wing, diseñada por Roth y John Oram. La The Emperor Sky poseía un color azul brillante con un espiral en plateado y durante varios años estuvo en poder de Engelke, pero en 2001 fue devuelta a Roth. Es una de las favoritas de Roth y además la más conocida debido a que generalmente la emplea en sus conciertos en vivo. En el verano boreal de 1989 se construyó su cuarta guitarra, la Mighty Wing, que poseía un color azul turquesa con un espiral iridiscente y con tonos en dorado. Esta fue su primera guitarra con siete cuerdas, cuya idea vino después de componer la pieza musical Sky Concerto para obtener los tonos altos que exigía y facilitar ciertos arpegios. La Mighty Wing es una de sus favoritas y ha sido usada en la composición de casi todas las canciones de sus posteriores álbumes como solista. En 1991 comenzó la construcción de su quinta guitarra y la última creada por el luthier Andreas Demetriou. La Rembrandt Sky poseía siete cuerdas, un color turquesa claro con un azul en espiral y una segunda versión del sistema de pastillas Mega Wing. Esta la usó durante los años 1990 y parte de los años 2000, pero generalmente en canciones lentas como baladas.
En 2010 Roth firmó un contrato con la fábrica de guitarras Dean Guitars y su primer diseño fue una guitarra de color blanco con dorado y con el espiral de la Academia Sky en su parte baja. La Jeannie-Bianca la confeccionó el luthier Boris Dommenget y fue nombraba en honor a una de las gatas de Roth de la raza sagrado de Birmania que había fallecido un mes antes de que se completara su creación. A pesar de que la empleó con frecuencia entre los años 2010 y 2013, actualmente rara vez la usa en los conciertos en vivo. En 2011 se construyó su séptima guitarra, originalmente de color negro con dorado, pero al poco tiempo Roth decidió cambiar su color a azul. La Infinity Sky posee siete cuerdas y con luces LED en su cuello, que según el propio Roth es una de las más bellas junto con la Mighty Wing, por ello solo la usa en conciertos especiales y destacados. En 2012 se completó la creación de su octava guitarra, la Lionheart, que posee seis cuerdas, un color azul atlántico con el espiral de su academia en dorado, luces LED en su cuello y una tercera versión del sistema Mega Wing. Cabe señalar que su nombre fue tomado de su gato favorito Lionheart, que falleció mientras estaba en Arizona y que era hijo de su gata Jeannie, la misma que fue honrada en su séptima guitarra con su nombre. En 2015 y como exigencia del propio Roth, se construyó su novena guitarra denominada Mighty Wing Dawn, que a diferencia de las anteriores posee dos cuellos con trece cuerdas en total. El primero de ellos cuenta con siete cuerdas y están orientadas al sonido tocado por una guitarra de flamenco, mientras que el segundo es similar a una de sus Sky Guitars. En un principio se había construido con catorce cuerdas, siete en cada cuello, pero Roth decidió sacar una porque le era incómodo tocar la cuerda más aguda del cuello de abajo.

### Academia Sky
En mayo de 2006 en el Teatro Ralph Freud de la Universidad de California en Los Ángeles (UCLA) fundó un seminario de conciertos llamado Academia Sky, en inglés Sky Academy. En ella, Roth enseña un enfoque holístico de la música, que comprende conferencias, clases magistrales, ejercicios de concentración y conciertos especiales. El énfasis de la enseñanza se centra en despertar y fortalecer el potencial musical de los estudiantes y en mostrar formas de como conectarse más profundamente con la música. Además, una serie de conferencistas han sido invitados en los diversos seminarios realizados, desde maestros de música y directores de orquestas hasta músicos como cellistas, violinistas, bajistas y guitarristas de rock y flamenco. El éxito que generó su primer seminario le permitió continuar enseñando la metafísica de la música durante los siguientes años y en diversos países, y además con invitados especiales como Michael Schenker, Don Dokken, Michael Angelo Batio, Paul Gilbert, Jeff Scott Soto, Warren DeMartini, Robby Krieger, Francis Buchholz y Roy Z, entre muchos otros.

## Discografía
| - 1996: Sky of Avalon - Prologue to the Symphonic Legends - 1998: Aquila Suite – 12 Arpeggio Concert Etudes for Solo Piano - 1998: From Here to Eternity (recopilatorio) - 2000: Transcendental Sky Guitar (en vivo) - 2003: Metamorphosis of Vivaldi's Four Seasons - 2006: The Best of Uli Jon Roth (recopilatorio) - 2008: Under a Dark Sky - 2015: Scorpions Revisited - 2016: Tokyo Tapes Revisited - Live in Japan (en vivo) Trabajos no publicados - 1987: Sky Concerto - 1992: Europa Ex Favilla (sinfonía) - 1994: Hiroshima de Profundis (sinfonía) - 1996: Soldiers of Grace - 1996: Requiem for an Angel | - 1974: Fly to the Rainbow - 1975: In Trance - 1976: Virgin Killer - 1977: Taken by Force - 1978: Tokyo Tapes (en vivo) - 1979: Earthquake - 1981: Fire Wind - 1985: Beyond the Astral Skies |